# Eulophia sordida
Eulophia sordida är en orkidéart som beskrevs av Friedrich Fritz Wilhelm Ludwig Kraenzlin. Eulophia sordida ingår i släktet Eulophia och familjen orkidéer. Inga underarter finns listade i Catalogue of Life.